# Uzjin v tjetyre ruki
Uzjin v tjetyre ruki (russisk: Ужин в четыре руки, da.: middag for fire hænder) er en russisk tv-film fra 1999 instrueret af Mikhail Kozakov, der også skrev filmens manuskript og medvirkede i filmen. Manuskriptet er baseret på Mögliche Begegnung (da.: Muligt møde) af den tyske forfatter Paul Barz. 

## Handling
Filmen beskriver et fiktivt møde i Leipzig i 1747. Komponisten Georg Friedrich Händel inviterer sin jævnaldrende kollega Johann Sebastian Bach til frokost på et hotel. Mødet begynder med en bidsk stemning, men går over i en gensidig forståelse mellem to aldrende komponister...

## Medvirkende
- Anatolij Gratjov som Johann Christoph Schmidt
- Mikhail Kozakov som Georg Friedrich Händel
- Jevgenij Steblov som Johann Sebastian Bach

## Händel og Bach i virkeligheden
I det virkelige liv var Händel fra Halle, 50 km fra Leipzig. Händel mødte aldrig Bach, selvom Bach forsøgte at møde ham to gange i sit liv - i 1719 og 1729.